# 2008年金馬國際影展
2008年金馬國際影展是在2008年11月6日至11月21日，於臺灣的台北舉辦。

## 評審團

### 亞洲電影奈派克獎
- 謝飛：導演。
- PARK Sung Ho：策展人。
- 廖金鳳：電影學者。

## 簡介
參展影片如下：
- 洛宏·康鐵《墙壁之间》
- 朗斯·尼美畢達《海上的女皇》
- 押井守《空中杀手》
- 克林·伊斯威特《陌生的孩子》
- 陳子謙《12蓮花》

神秘影片如下：
- 阿諾·戴普勒尚《屬於我們的聖誕節》

焦點影人：讓-皮埃爾·梅爾維爾
經典重現：斯坦利·库布里克《2001太空漫遊》

## 獎項
亞洲電影促進聯盟
- 奈派克獎：《最後的時光》

## 外部連結
- 金馬國際影展（页面存档备份，存于）